# Cauldron (Band)
Cauldron (engl. ‚[Hexen-]Kessel‘) ist eine kanadische Heavy-Metal-Band aus Toronto.

## Geschichte
Die Band wurde im Jahr 2006 von Jason Decay (Gesang, E-Bass) und Al Chambers (Schlagzeug) gegründet, die zuvor schon bei der im Jahr 2005 aufgelösten Heavy-/Doom-Metal-Band Goat Horn zusammengespielt hatten. Als Gitarrist trat der Band noch im selben Jahr Ian Chains bei, der ebenso wie Decay vorher Mitglied der kanadischen Heavy-Metal-Band Thor war. Nach der Veröffentlichung ihres Debütalbums Chained to the Nite im April 2009 spielte die Band einzelne Konzerte als Vorband von Bonded by Blood bzw. Toxic Holocaust und ging vom 20. August bis zum 22. September 2009 zusammen mit Enforcer auf die North American Nightmare Tour durch die Vereinigten Staaten. Ende des Jahres folgten Konzerte mit der schwedischen Band Wolf in England, als Vorband von Municipal Waste in Nordamerika, sowie eine kurze Headliner-Tour durch den Osten Kanadas. Zusammen mit den Bands Enforcer, Suicidal Angels und Steelwing ging die Band im Mai 2010 für zwei Wochen auf eine Europatournee namens Power of Metal.
Im August 2010 begannen die Aufnahmen zu Cauldrons zweitem Album Burning Fortune, welches im Februar 2011 bei Earache Records erschien. Im Mai folgte eine Nordamerika-Tour zusammen mit Holy Grail.

## Diskografie

### Alben
- 2009: Chained to the Nite (Earache Records)
- 2011: Burning Fortune (Earache Records)
- 2012: Tomorrow’s Lost (Earache Records)
- 2016: In Ruin (High Roller Records)
- 2018: New Gods (Dissonance Records)

### Sonstiges
- 2007: Into the Cauldron (EP, Eigenproduktion)
- 2010: Nightmare over the UK (Split-Single mit Enforcer, Earache Records)
- 2014: Moonlight Desires (EP, Eigenproduktion)
- 2014: Live over Lee’s (Live-VHS, Eigenproduktion)

## Videos
- 2010: Chained Up in Chains[1]
- 2011: All or Nothing